# Danmarks holme
Danmarks holme är en liten holme i Stockholms skärgård. Den ligger mellan Nacka och Lidingö vid det norra inloppet till Skurusundet, nordost om Sveriges holme. Ön är privatägd och bebyggd med sex sommarstugor av varierande storlek och ett antal mindre bodar och förråd. Inga permanent bosatta finns på ön, som saknar el och kommunalt vatten.

## Historia

### Namnet
Öns namn har ett oklart ursprung. Enligt sägnen ska danskarna på 1500-talet under ledning av kung Kristian II ha belägrat holmen i samband med sjöstrider med den svenska flottan kring Skurusundets mynning. I 1600-talslitteratur har holmen kallats för ”Dansken” och på en karta från 1724 benämns holmen ”Dannemarck”.

### Tidig bebyggelse
Enligt uppgift beboddes ön på 1800-talet av torparparet Jakob Bartelson och Greta Jakobsdotter Bartelsen (1728–1836) som bedrev lantbruk med ett fåtal djur. De fick en dotter som avled i tioårsåldern. Efter ett 30-tal strävsamma år tillsammans på ön drunknade hennes man, varefter Greta kom att leva helt ensam på ön under ytterst knappa levnadsvillkor utan någon egentlig kontakt med omvärlden. När hon blev allvarligt sjuk 1835, togs hon på kyrkans initiativ över till fastlandet men levde bara ett år till. Uppgiften att Greta Jakobsdotter Bartelsen skulle ha blivit 108 år gammal är omstridd.
Enligt kyrkböckerna avled den 86-årige på Danmarks holme bosatte Jakob Markusson (1735-1821) av drunkning, varefter hans änka Greta Bjurström (1744-1836) bodde ensam på ön. Jakob Markusson beskrivs som "ofärdig njuter fattigdel", vilket innebär att han var rörelsehindrad och erhöll försörjningsstöd. Namnen stämmer således bara delvis och änkan Greta blev 92 år, inte 108 år.
Från 1875 till 1920-talet fanns ett bageri, Carlshälls bageri, på holmen.